# Roland GW-8
GW-8 – instrument klawiszowy, aranżer firmy Roland występujący w 4 wersjach:
1. GW-8 E – wersja europejska
2. GW-8 L – wersja latin
3. GW-8 C – wersja chińska
4. GW-8 A – wersja azjatycka

Wersje różnią się liczbą brzmień i stylów automatycznego akompaniamentu, ponieważ są dostosowane do danego regionu świata.

## Podstawowe dane techniczne
- klawiatura: dynamiczna, 61 klawiszy syntezatorowych
- brzmienia: 896 + 256 (GM2) + World,
- zestawy perkusyjne: 32 + 9 (GM2) + World
- polifonia: 128
- style: 130 + World (format STL)
- sequencer: tak
- efekty: 78
- wyświetlacz graficzny: 240×64 pikseli
- waga: 6 kg
- długość: 1045 mm
- szerokość: 318 mm
- grubość: 102 mm
- zasilanie: zewnętrzny zasilacz 9 V (1000 mA)
- kontroler D-Beam

Style, jak i brzmienia World są różne dla każdej z wersji instrumentu.